# Lotte Haidegger
Lotte Haidegger, född 15 juni 1925, död 14 februari 2004, var en friidrottare från Österrike. Hon deltog vid olympiska sommarspelen 1948 och olympiska sommarspelen 1952.